# Harry Thompson
Harry William Thompson (6 de fevereiro de 1960 a 7 de novembro de 2005) foi um produtor de rádio e televisão inglês, escritor de comédia, romancista e biógrafo. Ele foi o criador da série de humor negro Monkey Dust, exibida entre 2003 e 2005.
Nascido em Londres, Thompson foi educado na Highgate School e no Brasenose College, Oxford University, antes de ingressar na BBC como trainee em 1981. Ele logo concentrou sua atenção na comédia, trabalhando como pesquisador do Not the Nine O'Clock News e The Mary Whitehouse Experience da BBC Radio. Subindo ao nível de produtor, ele produziu os programas de rádio da BBC The News Quiz e Lenin of the Rovers. A Hat Trick Productions subsequentemente contratou Thompson para produzir uma adaptação televisiva do The News Quiz, intitulada Have I Got News For You, um sucesso comercial e crítico que Thompson produziu por cinco anos antes de passar para outros projetos.
Um biógrafo e romancista, Thompson escreveu seis livros: uma investigação sobre a história de O Homem da Máscara de Ferro; uma biografia de Hergé com um comentário sobre sua série Adventures of Tintin; biografias de Peter Cook e Richard Ingrams; um romance, This Thing of Darkness; e o semi-autobiográfico de Penguins Stopped Play.

## Biografia

### Início da vida e carreira: 1960-1989
Harry William Thompson nasceu em 6 de fevereiro de 1960 em Londres. Seu pai era um gerente de marketing que trabalhava para o The Guardian, enquanto sua mãe era uma professora que fazia campanha por padrões mais altos de educação. Ele freqüentou a escola particular Highgate School, que paga uma taxa, antes de estudar História no Brasenose College, Universidade de Oxford. Foi lá que ele se tornou editor do jornal da universidade, Cherwell, trabalhando ao lado do editor de artes Roly Keating, o futuro controlador da BBC 2.
Saindo da universidade, ele ingressou na BBC como trainee em 1981. Lá, ele trabalhou no noticiário noturno Newsnight, comentando mais tarde que foi "a experiência mais terrível da minha vida, cheia de pessoas que latiam nos telefones profissionalmente". Mudando seu foco para a comédia, ele trabalhou como pesquisador do Not the Nine O'Clock News da BBC2 e em vários programas de comédia na BBC Radio, incluindo The Mary Whitehouse Experience da BBC Radio 4. Subindo ao nível de produtor, ele foi responsável pela produção do programa de longa data The News Quiz, bem como pela nova série de comédia de Alexei Sayle, Lenin of the Rovers (1988). O Guardian observaria que, naquele momento, ele se estabeleceu como "um dissidente" que ultrapassou os limites estabelecidos com "piadas ultrajantes".

### Programas de perguntas e redação: 1990–98
Nos anos 80, vários produtores independentes perceberam que a BBC Radio 4 tinha vários programas de comédia que podiam ser convertidos com sucesso na televisão. Entre eles estava a empresa Hat Trick Productions, que decidiu adaptar o The News Quiz para a televisão em 1989. Jimmy Mulville, diretor-gerente da empresa, pediu a Thompson que produzisse esse empreendimento, que apareceu pela primeira vez em 1990 como Have I Got News For You. Foi Thompson quem selecionou Angus Deayton para apresentar o programa, com Ian Hislop e Paul Merton como líderes da equipe. Ele supervisionou a produção do programa por 93 episódios em cinco temporadas. Mais tarde, ele observou que, quando o programa começou, ele estava extremamente confiante, considerando que era "o melhor programa de comédia da TV. Nunca me ocorreu que qualquer outra coisa poderia ser melhor... eu sei que parece arrogante". Have I Got News For You foi exibido inicialmente na BBC 2, mas provou ser suficientemente bem-sucedido que, em 2000, foi transferido para a BBC 1.
Passando a produzir outros programas de perguntas sobre comédia, em 1995 ele começou a trabalhar no They Think It's All Over, um programa esportivo da BBC. Ele o seguiu em 1996, com a criação de um programa de perguntas sobre música, Never Mind the Buzzcocks. Em 1998, ele fazia parte do programa de sátiras políticas da BBC Radio 4 , Cartoons, Lampoons e Buffoons.

### Carreira de comédia posterior: 1998-2005
Em 1998, Thompson produziu e co-escreveu a primeira série do The 11 O'Clock Show, do Channel 4, onde foi fundamental na criação do personagem cômico Ali G, interpretado por Sacha Baron Cohen. Thompson escreveu mais tarde para o spin-off Da Ali G Show. Defendendo o humor do programa, ele anunciou publicamente: "você nunca verá nada no PC ou nos meus programas. Eu sou acusado de ter perdido o gosto, mas acho que você pode rir de quase tudo".
Em 2003, Thompson, ao lado de Shaun Pye, criou e escreveu a comédia de desenhos animados para adultos Monkey Dust. O programa era conhecido por seu humor sombrio e por lidar com tópicos tabus como bestialidade, assassinato, suicídio e pedofilia. Houve três séries transmitidas na BBC Three entre 2003 e 2005; nenhuma outra série foi feita após a morte de Thompson por câncer de pulmão. Em 2003, o The Observer o listou como uma das 50 pessoas mais engraçadas ou influentes da comédia britânica, citando Monkey Dust como evidência: "o programa mais subversivo da televisão. A série de animação tópica é sombria e sem medo de lidar com assuntos tabus como a pedofilia, levando-nos à Britannia Cruel, um lugar assustador onde o público é enganado por políticos e celebridades arrogantes. Esse programa nervoso nem sempre funciona, mas quando funciona não existe nada parecido". Mais recentemente, um crítico do Guardian chamou de "um programa maravilhoso... talvez a melhor coisa no currículo formidável de Thompson".
O último trabalho de transmissão de Thompson foi o seriado Respectable do Channel 5, no qual ele terminou o trabalho na semana anterior à sua morte. Co-escrito com Shaun Pye, o programa foi ambientado em um bordel suburbano e foi ao ar em 2006. The Guardian criticou a "perspectiva juvenil lamentavelmente antiquada" do programa e o chamou de "terrivelmente pouco sofisticado". O programa também foi criticado em alguns setores por alegar que fazia pouco caso da prostituição.

### Outro trabalho
Harry Thompson também produziu documentários não cômicos para a BBC Radio. Ele fez vários programas com o escritor/apresentador Terence Pettigrew, começando com tributos de aniversário aos ícones de Hollywood James Dean (You're Tearing Me Apart) e Montgomery Clift (I Had The Misery Thursday). Pettigrew e Thompson subseqüentemente trabalharam juntos em uma segunda série de documentários, inclusive no serviço nacional (Caught in the Draft), e também sobre a evacuação de crianças das principais cidades britânicas durante a Segunda Guerra Mundial (Nobody Cried When The Trains Pulled Out). Ambos os programas foram apresentados por Michael Aspel.[carece de fontes?]
Além de escrever para a televisão, Thompson escreveu biografias de Hergé (1991) Richard Ingrams (1994), editor do Private Eye (do qual The Independent comentou: "O problema é que Thompson simplesmente adora Ingrams, e sua biografia se dissolve constantemente em hagiografia... [um] panegírico excessivo"). e Peter Cook (1997). Seu romance This Thing of Darkness, uma ficção histórica sobre Charles Darwin e Robert FitzRoy, o capitão do Beagle, foi indicado para o Booker Prize em 2005. Thompson descreveu Fitzroy, em vez de Darwin, como o herói do livro: 
"No fundo, é a verdadeira história de alguém que sintetizou um certo tipo de pessoa que este país produziu no século XIX. Havia uma fantasia do império cavalheiresco, dirigido por britânicos que eram cavalheiros e jogavam o jogo. Claro que a realidade era que nosso império não era melhor que qualquer outro. Estávamos ocupados conspirando no extermínio de tribos, roubando nativos de suas terras e enviamos milhares de jovens brilhantes, criados com a fantasia cavalheiresca, para reforçar o que era em muitos casos um sistema visivelmente corrupto [...] Mas a moralidade de Fitzroy era de ferro. Ele disse não. E isso o destruiu".
 Seu livro final, o jogo semi-autobiográfico Penguins Stopped Play, foi concluído em 2005; lidou com seu time de críquete amador, o capitão Scott XI, e foi publicado postumamente em 2006.

### Vida pessoal
Thompson era casado com Fiona Duff. Eles tiveram dois filhos, Betty e Bill. O colapso do casamento se tornou público em 1997, quando Duff escreveu um artigo sobre o caso de Thompson com uma mulher de 25 anos (mais tarde revelada como Victoria Coren) no Daily Mail. Em 2003, Thompson iniciou um relacionamento com Lisa Whadcock; eles se conheceram depois que ela escreveu uma carta de fã a Thompson sobre Monkey Dust.
Thompson foi diagnosticado com câncer de pulmão em abril de 2005. Tratado em um hospital de Londres, na segunda-feira, 7 de novembro de 2005, ele se casou com Whadcock, antes de morrer mais tarde naquele dia. O British Comedy Awards planejava entregá-lo com um júri em dezembro, com o produtor executivo Michael Hurll afirmando que "é triste que ele não esteja lá para recebê-lo, mas o legado de sua série duradoura e popular continua vivo". Ao saber de sua morte, Peter Fincham, controlador da BBC One, disse que Thompson era "aquela raridade na televisão — o talentoso, independente e subversivo dissidente" e que sua morte "deixaria um grande buraco no mundo da comédia". Os comentários de Fincham foram repetidos pelo controlador da BBC Two, Roly Keating, que afirmou que "Harry era um espírito verdadeiramente independente e uma das pessoas mais engraçadas que eu já conheci". Seu agente literário Bill Hamilton disse à BBC News que Thompson tinha sido "claramente um gênio".
Em um episódio de Have I Got News For You de 2005, apresentando Alexander Armstrong como apresentador e painelista Fi Glover e Ian McMillan, uma mensagem informando "Em memória de Harry Thompson, o primeiro produtor de Have I Got News For You (1960-2005)" foi exibido.

## Literatura

### Livros
| Título                                                             | Ano  | Editor                       | ISBN              |
| ------------------------------------------------------------------ | ---- | ---------------------------- | ----------------- |
| The Man in the Iron Mask: An Historical Detective Investigation    | 1987 | Weidenfeld e Nicolson        | 29779051X         |
| Tintin: Hergé and his Creation                                     | 1991 | Hodder e Stoughton (Londres) | 978-0-340-52393-3 |
| Richard Ingrams: Lord of the Gnomes                                | 1994 | William Heinemann Ltd        | 978-0434778287    |
| Peter Cook: A Biography                                            | 1997 | Hodder e Stoughton (Londres) | 978-0340649688    |
| This Thing of Darkness                                             | 2005 | Headline Review              | 978-0755302802    |
| Penguins Stopped Play: Eleven Village Cricketers Take on the World | 2006 | John Murray (Londres)        | 978-0719563454    |